# Malcolm de Chazal
Pour les articles homonymes, voir Chazal.
Malcolm de Chazal, né à Vacoas, Île Maurice, le 12 septembre 1902 et mort à Curepipe le 1er octobre 1981, est un poète, écrivain et peintre mauricien.

## Biographie
Il est né à Vacoas, à l'île Maurice, le 12 septembre 1902. Il descend d'une famille d'origine auvergnate mais vivant sur l'Île Maurice depuis 1760,.
Le frère de l'un de ses ancêtres (Aimé Chazal), un certain François de Chazal de La Genesté, est rosicrucien, à la fin du XVIIIe siècle. Lui-même a une vision du monde très empreinte de mysticisme et certainement influencée par la formation reçue à l'Église La nouvelle Jérusalem qui suit les principes de la pensée swedenborgienne. À l'âge de seize ans (en 1918), il accompagne son frère à Bâton-Rouge en Louisiane et il y étudie les techniques de l'industrie sucrière. Il en ressort diplômé en 1924 en tant qu'ingénieur agronome spécialisé en technologie sucrière.
Après avoir travaillé quelques mois à Cuba, il rentre sur son île natale en 1925. Il travaille quelques années dans l'industrie sucrière puis dans celle du textile obtenu à partie d'aloès. Mais il a du mal à s'entendre avec sa hiérarchie dans ces industries. Il quitte alors ce secteur et devient fonctionnaire du service des télécommunications de 1937 jusqu'à sa retraite en 1957.
Son passage dans l'industrie sucrière et textile le pousse à écrire des ouvrages d'économie politique dans les années 1930. Puis, à partir de 1940, ses interrogations personnelles le mènent à écrire des ouvrages de Pensées,, puis des textes de nature philosophique. Sur le plan littéraire, il est surtout connu pour Sens-plastique, publié en France chez Gallimard en 1948, accompagné d'une préface de Jean Paulhan qui écrit à propos de l'ouvrage : « un art qui mérite, je pense, le nom de génie. Ce nom, et aucun autre »,. Encensé dans un premier temps par les surréalistes à la recherche d'un second souffle, notamment par André Breton, Malcolm de Chazal a cependant toujours refusé d'être caractérisé comme étant un surréaliste comme l'avait proposé André Breton.
Il s'exprime également par une peinture abondante au style naïf, ou faussement naïf. Les thèmes en sont mauriciens : villages de pêcheurs, végétations, oiseaux, etc.. Il est l'auteur d'un grand nombre de gouaches qui se trouvent aujourd'hui dans des collections privées mauriciennes, sud-africaines ou françaises.
Malcolm de Chazal meurt à Curepipe le 1er octobre 1981,.

## Généalogie
- Aimé Chazal épouse Marie-Madeleine Baillard du Pinet
  - Antoine Régis (1735-1772) épouse Jeanne-Jacquette Corday[Note 1]
    - Antoine Toussaint de Chazal (1770-1822) épouse Julienne-Anne-Laurence Rivalz de Saint-Antoine
      - Pierre-Eugène-Furcy de Chazal (1810-1874) épouse Marthe-Claire Le Vieux
        - Pierre-Antoine-Edmond de Chazal (1837- 1914) épouse Claire-Antonia-Lucie de Chazal
          - Edgard de Chazal (1867-1935) épouse Emma Kellman (1877-1934)
            - Malcolm de Chazal (1902-1981)

Sources : Laurent Beaufils, Malcolm de Chazal, Paris, 1995, p. 11-14, Noël Regnard, Filiations mauriciennes, Port-Louis, 1975, p. 150, no 84.

## Publications

### Œuvres
- 1932 : Historique de notre change et de notre délégation à Londres. Une étude des différents aspects de notre industrie textile, Nouvelle Imprimerie Coopérative
- 1935 : Une synthèse objective de la crise actuelle, Medec (pseudonyme de Malcolm de Chazal), Nouvelle Imprimerie Coopérative
- 1935 : Nouvel essai d'économie politique, Nouvelle Imprimerie Coopérative
- 1936 : Historique de notre change et de notre délégation à Londres, Nouvelle Imprimerie Coopérative
- 1940 : Pensées I, The General Printing & Stationery Cy Ltd
- 1941 : Laboratoire central de contrôle, The General Printing & Stationery Cy Ltd
- 1942 : Pensées II, The General Printing & Stationery Cy Ltd
- 1942 : Pensées III, The General Printing & Stationery Cy Ltd
- 1943 : Pensées IV, The General Printing & Stationery Cy Ltd
- 1944 : Pensées V, The General Printing & Stationery Cy Ltd
- 1944 : Pensées VI, The General Printing & Stationery Cy Ltd
- 1945 : Pensées et Sens-Plastique, The General Printing & Stationery Cy Ltd
- 1945 : Pensées VII, The General Printing & Stationery Cy Ltd[Note 2]
- 1946 : Histoire de la pensée universelle, The General Printing & Stationery Cy Ltd
- 1947 : Sens-plastique II, The General Printing & Stationery Cy Ltd, Gallimard, puis 1948, 1985
- 1949 : La Vie filtrée, Gallimard
- 1950 : Iésou, théâtre, The Almadinah Printing Press
- 1950 : L'Âme de la musique, The Mauritius Printing Cy Ltd
- 1950 : La Pierre philosophale, The Almadinah Printing Press
- 1950 : Penser par étapes, P.A. Bettencourt, in Réalités secrètes 1961
- 1951 : Petrusmok, The Standard Printing Est., 1951, La Table Ovale, 1979
- 1951 : Mythologie du Crève-Cœur, The Almadinah Printing Press, 1951
- 1951 : Le Rocher de Sisyphe, The Mauritius Printing Cy Ltd, 1951. Patrice Thierry-L’Ether Vague, 1996
- 1951 : Aggenèse I, The Almadinah Printing Press
- 1951 : La Clef du cosmos, The Mauritius Printing Cy Ltd, 1951, Patrice Thierry - L'Ether Vague, 1994
- 1951 : Manifeste, Aggenèse II, Révélation de la nuit, The Almadinah Printing Press, 1951
- 1952 : Le Livre de conscience, The Almadinah Printing Press, 1952, Arma Artis, sans date
- 1952 : La Grande révélation, The Almadinah Printing Press
- 1952 : La Science immortelle, The Almadinah Printing Press
- 1952 : Le Roi du monde, The Almadinah Printing Press
- 1952 : Le Pape et la science et la révélation de l'angélisme, The Almadinah Printing Press
- 1952 : Le Livre d'or, The Almadinah Printing Press
- 1952 : La Bible du mal, The Almadinah Printing Press
- 1952 : L'Évangile de l'eau, The Almadinah Printing Press
- 1952 : La Fin du monde, The Almadinah Printing Press
- 1952 : Le Livre des principes, The Almadinah Printing Press
- 1952 : Message aux Français, in Synthèse
- 1953 : Judas, Esclapon
- 1953 : Judas ou la trahison du prêtre, Popular Printing
- 1953 : L'Absolu, The Almadinah Printing Press
- 1953 : Pentateuque, The Almadinah Printing Press
- 1953 : Préambule à l'absolu, The Almadinah Printing Press
- 1954 : Les Deux infinis, The Almadinah Printing Press
- 1954 : L'Espace ou Satan, The Standard Printing Est.
- 1954 : Les Dieux ou les consciences-univers, Esclapon Ltd
- 1954 : Les Désamorantes, suivi de Le Concile des poètes, The Mauritius Printing Cy Ltd
- 1955 : La Parole, Service Printing
- 1956 : Le Sens de l'absolu, The Almadinah Printing Press
- 1957 : Sens Magique, The Almadinah Printing Press, 1957, 1958. Réédition Lachenal et Ritter, préface par Éric Meunié, 1983. Nouvelle édition, introduction par Jean Bonnin, Red Egg Publishing, 2019.
- 1958 : Sens Magique, 2e édition, Tananarive
- 1958 : Apparadoxes, The Almadinah Printing Press
- 1962 : Les Courses à l'Île Maurice à l'occasion du cent cinquantenaire du M.T.C. - 1812-1962, The Mauritius Printing Cy Ltd
- 1968 : Poèmes, Jean-Jacques Pauvert
- 1973 : L'Île Maurice protohistorique..., Guillemette de Spéville
- 1974 : L'Homme et la connaissance, Jean-Jacques Pauvert, présenté par Raymond Abellio, rééd. 2016.
- 1974 : Sens unique, 1974, L'Éther Vague, 1985
- 1974 : Sens-plastique, traduction d'Irving Weiss, Sun, New York, 1974. Réédité par Herder & Herder, sous le titre Plastic Sense
- 1976 : La Bouche ne s'endort jamais, éditions Saint-Germain-des-Prés, 1976, Patrice Thierry - L'Éther Vague, 1994
- 1991 : Le Pré-natal, in 5 Plus (Île Maurice), no 136, septembre 1991
- 2002 : L’Île du Dodo en l’an 2000, in Malcolm en perspectives, AMDEF, Port-Louis, 2002 et dans Maurice Passion, 2006
- 2008 : Autobiographie spirituelle, L'Harmattan, carnets présentés en fac similé
- 2008 : Moïse, théâtre, L'Harmattan

### Livres d'éditeurs
- 1983 : Ma Révolution, lettre à Alexandrian, Le Temps qu'il fait
- 1985 : La Vie derrière les choses, préface par Olivier Poivre d'Arvor, La Différence
- 1987 : Correspondances avec Jean Paulhan. L’Unisme, Malcolm de Chazal, envoi par Éric Meunié. L'Ether Vague
- 1994 : L'ombre d’une île. Entretiens avec Bernard Violet, textes inédits, L'Éther Vague
- 1994 : Contes et poèmes de Morne Plage, L'Éther vague
- 2006 : Comment devenir un génie ? Chroniques, Vizavi, Port-Louis/ Philippe Rey, Paris, 2006 en vente, reproduction de 200 des chroniques publiées dans des quotidiens mauriciens par Malcolm de Chazal entre 1948 et 1981. En complément de cet ouvrage a été édité par Vizavi (Port-Louis) un CD contenant la totalité des chroniques de Chazal (environ 1000) avec un moteur de recherche à partir de différents critères (titre, date, thème, mot-clé préparés par Kumari Issur)

### Traductions
- 1970 : Plastiske aspekter, Forlaget Arena, 76 p. llustrations: Wilhem Freddie. Traduction en danois d’extraits de Sens-plastique
- 1971 : Plastic Sense, I. J. WEISS, USA, Herder and Herder Inc. 144 p. Introduction de W. H. Auden.(Chazal contesta ce titre anglais : « Sens-Plastique est intraduisible. » Quant à la sélection d’aphorismes, il considéra le résultat comme « plus puissant, plus percutant. »)
- 1979 : Sens-plastique, Sun, New York, 1979 (ré-édition de « Plastic Sense ») & Green Integer, USA, traduction d'Irving Weiss, 2008
- 1994 : Historia del dodo, Ediciones Heliopolis, Mexico, traduction par Jose Manuel de rivas, 1994
- 1996 : Plastiche Sinne, Édition Quatre en Samisdat, Berlin. Photos : Manfred Paul. Texte : Andrée Bunkert. Traduction en allemand d’une sélection d’aphorismes de Sens-plastique

### Études et essais
- 1974 : Camille de Rauville, Chazal des Antipodes, approche et anthologie, Dakar, Nouvelles Éditions Africaines
- 1994 : Bernard Violet, L’ombre d’une île, Toulouse, L’Éther Vague ;
- 1995 : Laurent Beaufils, Malcolm de Chazal, Quelques aspects de l'homme et de son œuvre, Éditions La Différence
- 1996 : Collectif : Sur Malcolm de Chazal. Contributions, L'Ether Vague et Editions Vizavi
- 1998 : Hélène Laprevotte, Université de Paris IV-Sorbonne, Du Spirituel dans l'art verbal à la lumière d'un verbe-fée
- 1999 : Philippe Met, Université de Pennsylvanie, États-Unis, Malcolm de Chazal au miroir du fragment : réflexions
- 2000 : Pierre Moret, Tradition et modernité de l'aphorisme : Cioran, Reverdy, Scutenaire, Jourdan, Chazal, Droz
- 2000 : Christophe Chabbert, Malcolm de Chazal, l'homme des genèses, de la recherche des origines à la découverte de l'avenir perdu, tome 1
- 2001 : Christophe Chabbert, Petrusmok de Malcolm de Chazal, radioscopie d'un « roman mythique », tome 2, éditions de L'Harmattan
- 2002 : Collectif : Malcolm de Chazal en perspectives, AMDEF, Port-Louis
- 2002 : Revue Italiques - Spécial Malcolm de Chazal, no 8
- 2002 : Revue Indradhanush - Malcolm de Chazal an extraordinary litterateur of Mauritius, no 21, septembre 2002
- 2004 : Jean-Paul Curnier, Malcolm de Chazal, outre mesure, Éric Meunié, Chazalée, La Revue Littéraire no 1 (avril 2004)
- 2011 : Bernard Violet, Rencontre avec Malcolm de Chazal, et Malcolm, la princesse et le dromadaire, Paris, éditions Philippe Rey
- 2019 : Collectif : Malcolm de Chazal, Europe, no 1081, mai 2019, dirigé par Alexander Dickow et Jean-Baptiste Para, avec des contributions de Alexander Dickow, Jean-Baptiste Para, Khal Torabully, W.H. Auden, Robert Furlong, Laurent Albarracin, Alain Roussel, Élodie Laügt, Philippe Met, Mathieu Jung, Éric Meunié, Kumari Issur, Françoise Py, Sylvie Kandé

### Productions audiovisuelles
- ORTF, 1974, film de Claude Roland Sauzier
- RFI, Archives sonores de la littérature noire et de l'océan Indien, Malcolm de Chazal
- Khal Torabully : Malcolm le tailleur de visions, film documentaire de 52 minutes (Chamarel Films/Mona Lisa Productions, soutien du Centre national de cinématographie), réalisé en 1998, tourné entre Maurice et Paris.
- Robert Furlong, Malcolm de Chazal, ce Mauricien de génie, série de 10 émissions de 10 minutes sur la vie et l'œuvre de Chazal, Mauritius College of the Air, Réduit, Maurice
- ORTF, 1971, France Culture. Six entretiens de 30 min avec Malcolm de Chazal, par Bernard Violet
- ORTF, 1974, France Culture. Malcolm de Chazal ou l'Anti-fou, par Bernard Violet (évocation de la vie et de l'œuvre du génie mauricien à travers témoignages et textes lus par des comédiens en quatre émissions de 45 min)
- Arte TV, 17.01.2025, Invitation au voyage: île Maurice, Malcolm Chazal, le mage de l'île Maurice [6]